# Carl Friedrich von Beyme
Karl (Carl) Friedrich Beyme (né le 10 juillet 1765 à Königsberg - mort le 10 décembre 1838 à Steglitz), anobli « baron von Beyme » en 1816, est un ministre et conseiller d’État prussien:7,. Co-rédacteur de l’Allgemeines Landrecht, il fit abolir la question judiciaire et la peine capitale pour crime d'avortement.

## Biographie

### Jeunesse et formation
Carl-Friedrich Beyme est l'un des huit enfants du chirurgien militaire Johann-Gottfried Beyme et de son épouse, Charlotte Eleonore Bauer. Son père mourut alors qu'il n'avait que cinq ans. Il fréquenta l'école élémentaire à Soldin et Kœnigsberg, puis effectua ses études secondaires à la Fondation Francke de Halle, où il reçut une solide culture classique:15,. Il s'inscrivit ensuite à la faculté de droit de l'université de Halle, où il suivit les cours de Daniel Nettelbladt (de) et du théologien Johann Semler.

### Carrière au sein de l'administration prussienne
Beyme entre dans la magistrature en 1788 en tant qu'assesseur de la Cour d'appel : il y travaille sous la direction de Heinrich Dietrich von Grolman, à la composition du code civil (Allgemeines Landrecht) de Prusse. Il refuse successivement l'offre du chancelier de l'université de Halle de reprendre la chaire de droit de son établissement (malgré la promesse de succéder plus tard à Nettelbladt en tant que recteur de la Faculté), puis le grade d'intendant aux armées du général Paul von Natalis (de). En 1791 il est promu juge. Il refuse à plusieurs reprises de prendre en considération des aveux forcés obtenus par la torture:16,18. Quoiqu'il soit alors le plus jeune juge de la Cour, ses collègues le chargent de la censure et l'élisent à la commission d'examen. Il exerce en outre les fonctions d'arbitre pour la loterie royale.
Il gagne la confiance du jeune roi Frédéric-Guillaume III en éteignant par un compromis les poursuites, à vrai dire mal fondées, engagées par le jeune souverain contre la maîtresse de son père, la comtesse von Lichtenau. Au début de l'année 1798, il est promu conseiller ministériel aux affaires judiciaires:18. À ce poste, il fait abolir la torture judiciaire et la peine de mort pour les femmes coupables d'« infanticide », tout en introduisant, à l'encontre des « criminels irrécupérables » (unverbesserliche Bösewichter), la peine de déportation en Sibérie ou aux Indes. À la mort du chef de cabinet en exercice, Anastasius Mencken (de), en 1801, Beyme est chargé des affaires intérieures:21. Là, quelques années avant les réformes de Stein et Hardenberg, il promulgue l'abolition du servage héréditaire (soit pratiquement l'affranchissement de 50 000 paysans):25 ; mais la Noblesse voit d'un mauvais œil la montée en puissance du cabinet gouvernemental, et Beyme, avec ses idées avancées, est une de ses cibles favorites. C'est qu'en effet, le cabinet, incompétent pour tout ce qui réglait les intérêts aristocratiques, n'était composé en général que de membres issus de la bourgeoisie, ce qui renforçait les griefs des princes:23.
Au début de la campagne de 1806, Beyme, quoiqu'il n'en fût pas investi officiellement, exerçait de facto les fonctions de chef de cabinet:41, ce qui fit mettre les défaites d'Iéna et d'Auerstaedt au comte de son inexpérience:8 : ces reproches n'étaient que le contrecoup des règlements de compte entre les ministres vom Stein et Hardenberg,. En 1807, il exerça de façon éphémère les fonctions de Président de la Cour d'appel. Après la démission de Stein, il atteint en 1808 l'apogée de sa carrière avec sa nomination au poste de « Chef de Justice », c'est-à-dire de Garde des Sceaux. Deux ans et demi plus tard (le 4 juin 1810), il est démis de ce poste à la demande du chancelier Karl August von Hardenberg et mis en disponibilité ; mais au cours de la Campagne d'Allemagne, il est gouverneur de Poméranie. Anobli au début de l'année 1816 (titré baron von Beyme), le chancelier Hardenberg le place en juin à la tête du tribunal d'exception de province de Rhénanie ; il est rappelé en mars 1817 au Conseil d’État et au mois de novembre 1817, devient Ministre de la Réforme judiciaire. Le roi lui décerne en 1819 l'Ordre de l'Aigle rouge de Ire classe à feuilles de chêne (mais selon Sarig, il s'agirait de l'ordre de IIe classe), peu après avoir été décoré de la Croix de fer à liseré blanc. Cela ne l'empêche pas, au mois de décembre 1819, de défiler aux côtés de von Boyen en signe de protestation contre les décrets de Karlsbad et la démission de Wilhelm von Humboldt:89.
Jusqu'à sa mort il vécut désormais retiré dans son domaine de Steglitz. En 1830, il est fait Docteur honoris causa de l'université de Berlin. Sa tombe, encore visible aujourd'hui, se trouve dans le cimetière Sainte-Anne de Berlin (qui aujourd'hui fait partie du cimetière de Dahlem). Il avait épousé en premières noces Charlotte-Ernestine Meyer († 17 avril 1821), veuve Schlechtendal, et en secondes noces Anna-Christine Frentzell († 18 septembre 1835), veuve von Schultze, auxquelles, ainsi qu'on le voit, il survécut. De cette dernière union, il eut un fils décédé prématurément et une fille, Charlotte-Wilhelmine, qui épousa Carl Heinrich von Gerlach (de):20.
Beyme ne faisait pas l'unanimité parmi ses contemporains : parvenu prêt à tout et jacobin intolérant pour les uns,:8,9, il fut pour les autres un fonctionnaire libéral, épris de progrès, et un grand serviteur de l’État Prussien,:120.

### Les origines du faubourg de Steglitz

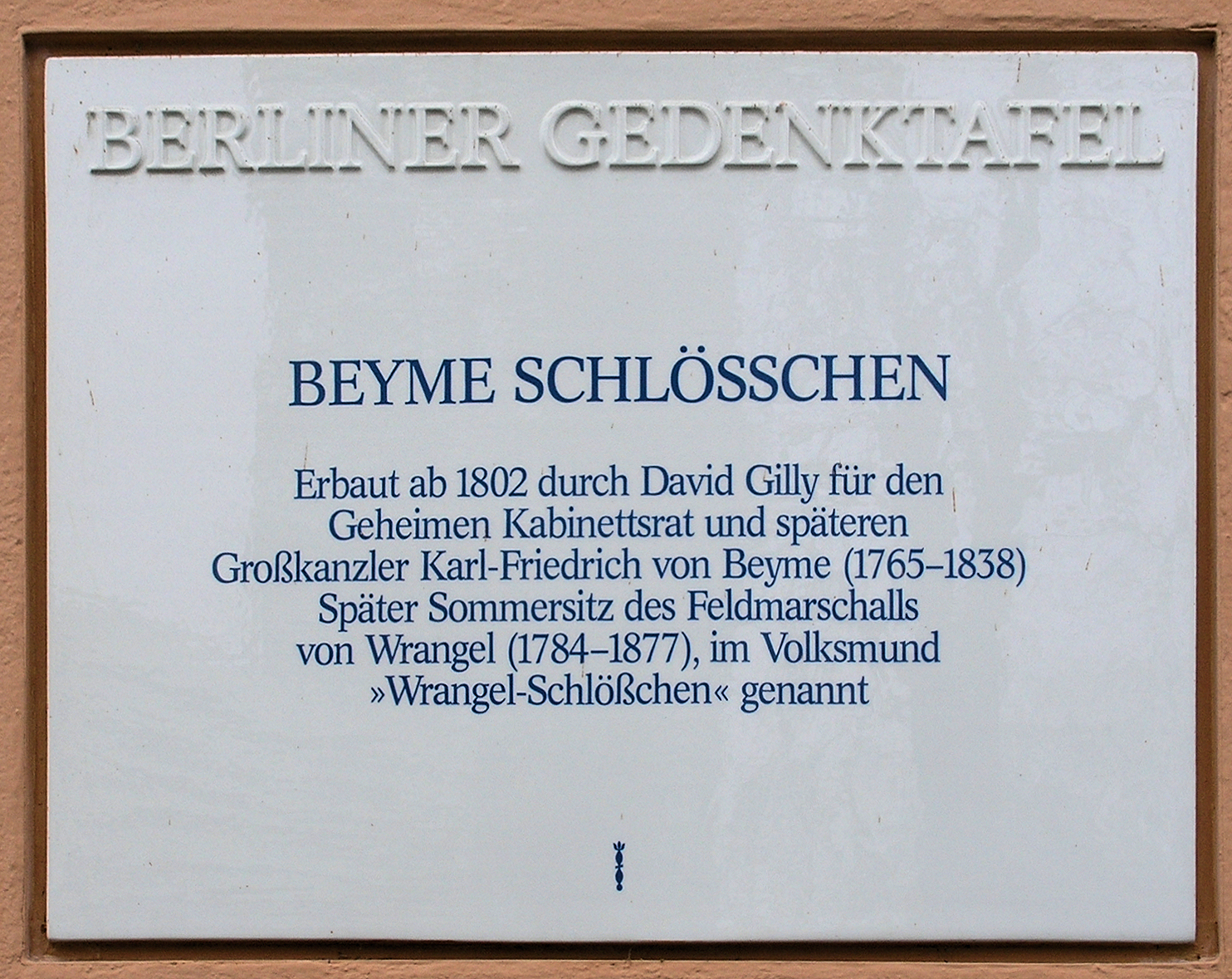
Plaque commémorative du domaine de Steglitz, au n°48 de la Schloßstraße.

Steglitz, qui à l'époque de Beyme était un domaine face aux portes de Berlin, fut affranchie en 1801 par Beyme des droits seigneuriaux qui en interdisaient l'achat par des bourgeois. Lui-même racheta en 1804 les terres de Dahlem, de Schmargendorf et de Ruhleben. Sa fille renonça en 1841 à ses droits sur ces terres. Son propre domaine de Steglitz, qu'il avait fait bâtir par les architectes David Gilly et Heinrich Gentz, subsiste comme monument classé comme le château Wrangel. Une rue pavée y porte depuis 1870 son nom. D’autres rues lui ont été dédiées en 1898 dans les faubourgs plus tardifs de Berlin-Friedrichshain et du quartier Grunewald : elles ont été rebaptisées « Lehmbruckstraße » et « Furtwänglerstraße » dans les années 1950. Steglitz, Schmargendorf, Dahlem et Ruhleben ont été annexés en 1920 dans le Grand-Berlin.